# Moma murrhina
Moma murrhina är en fjärilsart som beskrevs av Ludwig Carl Friedrich Graeser 1888. Moma murrhina ingår i släktet Moma och familjen Pantheidae. Inga underarter finns listade i Catalogue of Life.